# Autofähre Konstanz–Meersburg

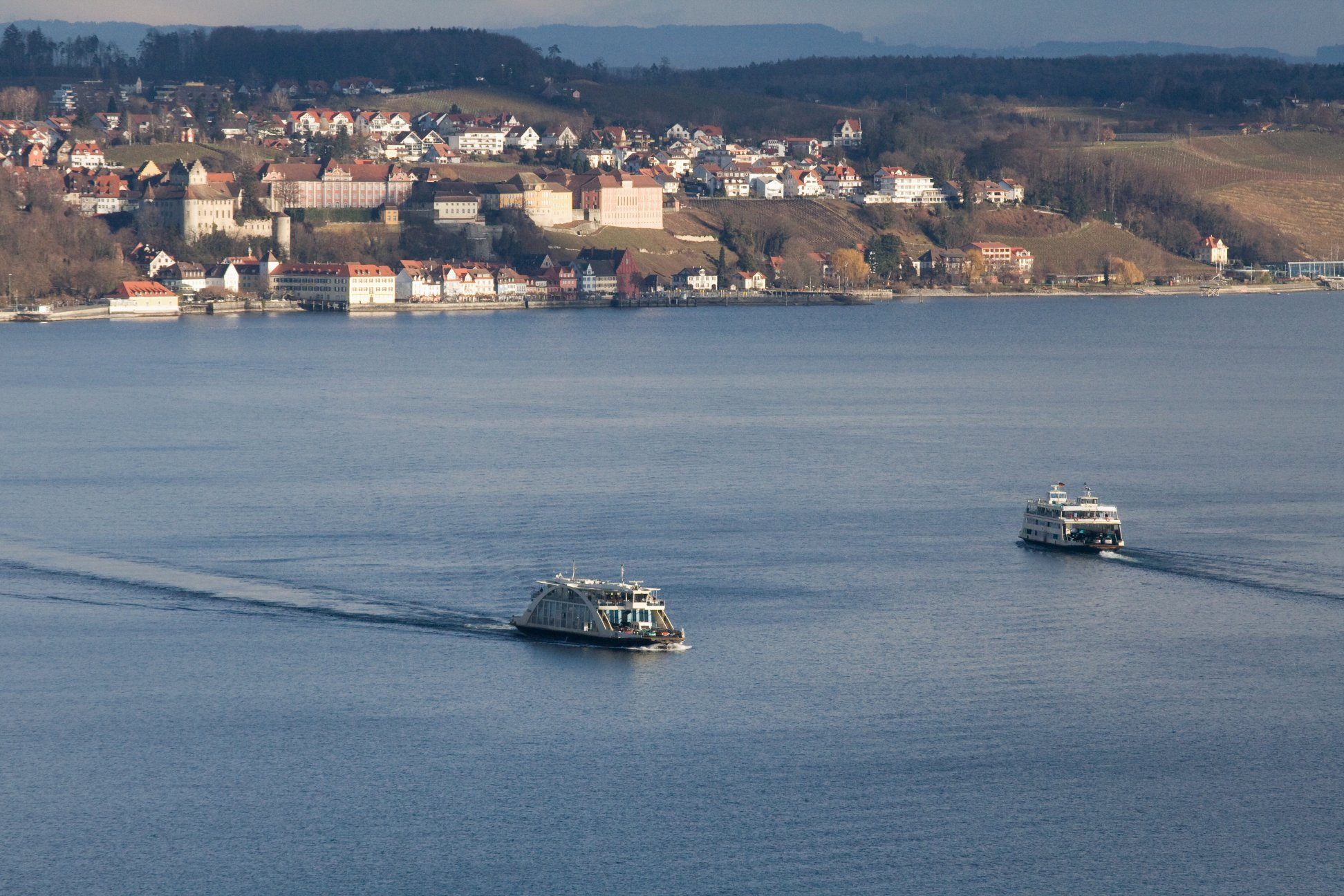
Zwei Schiffe der Autofähre zwischen Meersburg und Konstanz-Staad (links die Fähre Tábor, Blick Richtung Meersburg, Januar 2008)

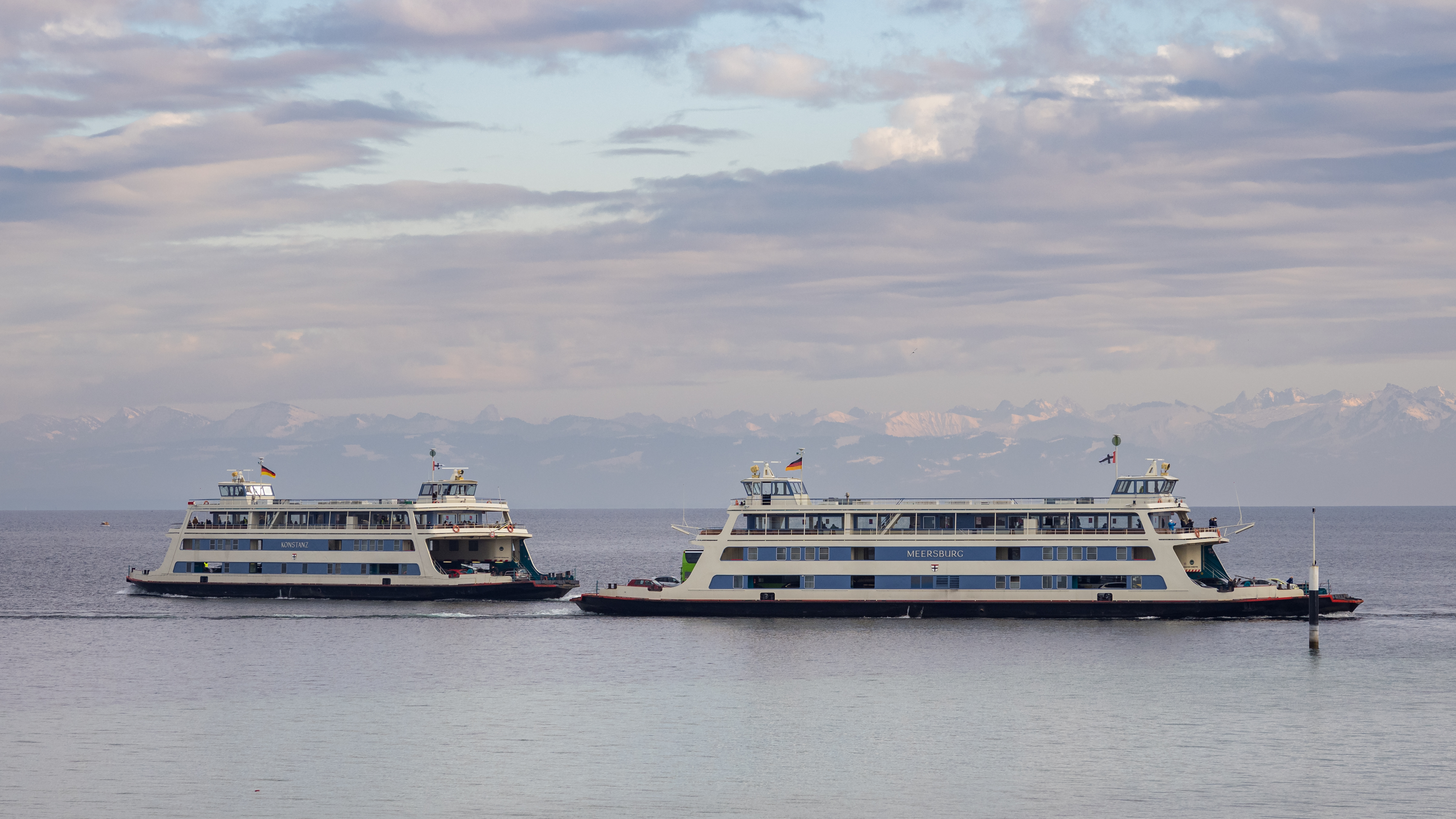
Begegnung der Fähren Konstanz und Meersburg vor dem Staader Fährehafen (Januar 2022)

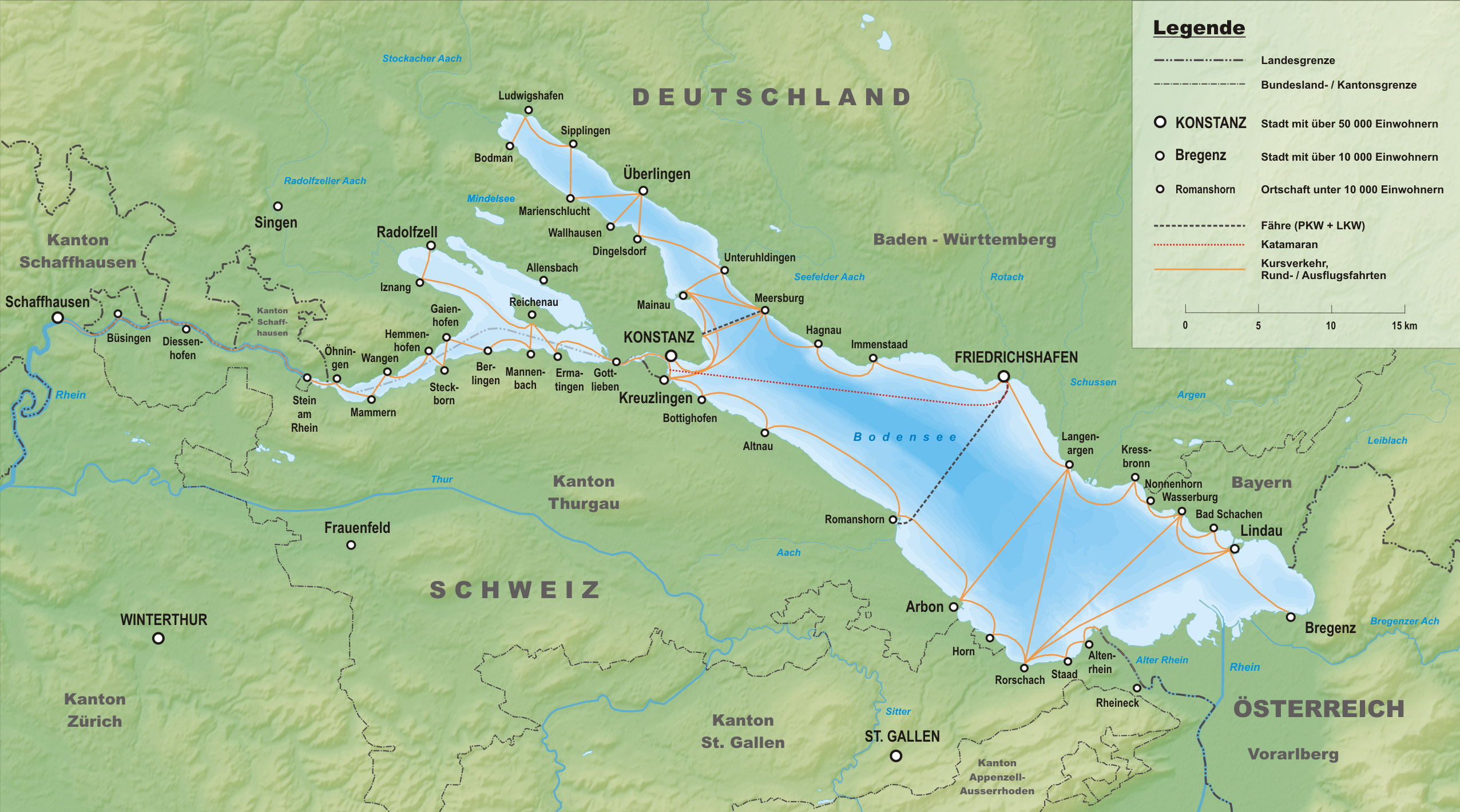
Schifffahrtsrouten auf dem Bodensee

Die Autofähre Konstanz–Meersburg verkehrt seit September 1928 zwischen dem Konstanzer Stadtteil Staad und der Stadt Meersburg. Sie wurde von der Stadt Konstanz geplant und finanziert und wird bis heute durch die Stadtwerke Konstanz betrieben. Die Linie verbindet am Übergang von Überlinger See und Obersee das vom Bodensee auf drei Seiten umgebene Konstanz mit dem Linzgau und im weiteren Einzugsbereich das Nord- und das Südufer des Bodensees im Verlauf der Bundesstraße 33. Neben Autos und Nutzfahrzeugen werden auch Motorradfahrer, Radfahrer und Fußgänger befördert.

## Heutige Situation

### Nutzung
Hauptsächliche Nutzer sind der Fernverkehr aus dem Raum nordöstlich des Bodensees mit der Schweiz, Berufspendler und Touristen. Die Benutzer umgehen durch die 4,25 Kilometer lange Fährstrecke den 53 Kilometer langen Landweg um den Überlinger See.

#### Linienbusverkehr
Die Fähre wird Stand 2023 von zwei Buslinien des öffentlichen Nahverkehrs genutzt:
- Regiobus 700: Konstanz – Meersburg – Markdorf – Ravensburg (stündlich)[2]
- StädteSchnellbus 7394: Konstanz – Meersburg – Immenstaad – Friedrichshafen – Flughafen Friedrichshafen (morgens zweistündlich, nachmittags stündlich)[3]

Busfahrgäste zahlen keinen gesonderten Aufpreis für die Fähre und dürfen während der Überfahrt aussteigen.

### Fährschiffe
Im heutigen Fährbetrieb sind folgende sechs Schiffe in Betrieb:
- seit 1975: Konstanz
- seit 1980: Meersburg
- seit 1993: Kreuzlingen
- seit 2004: Tábor
- seit 2010: Lodi
- seit 2023: Richmond[5][6]

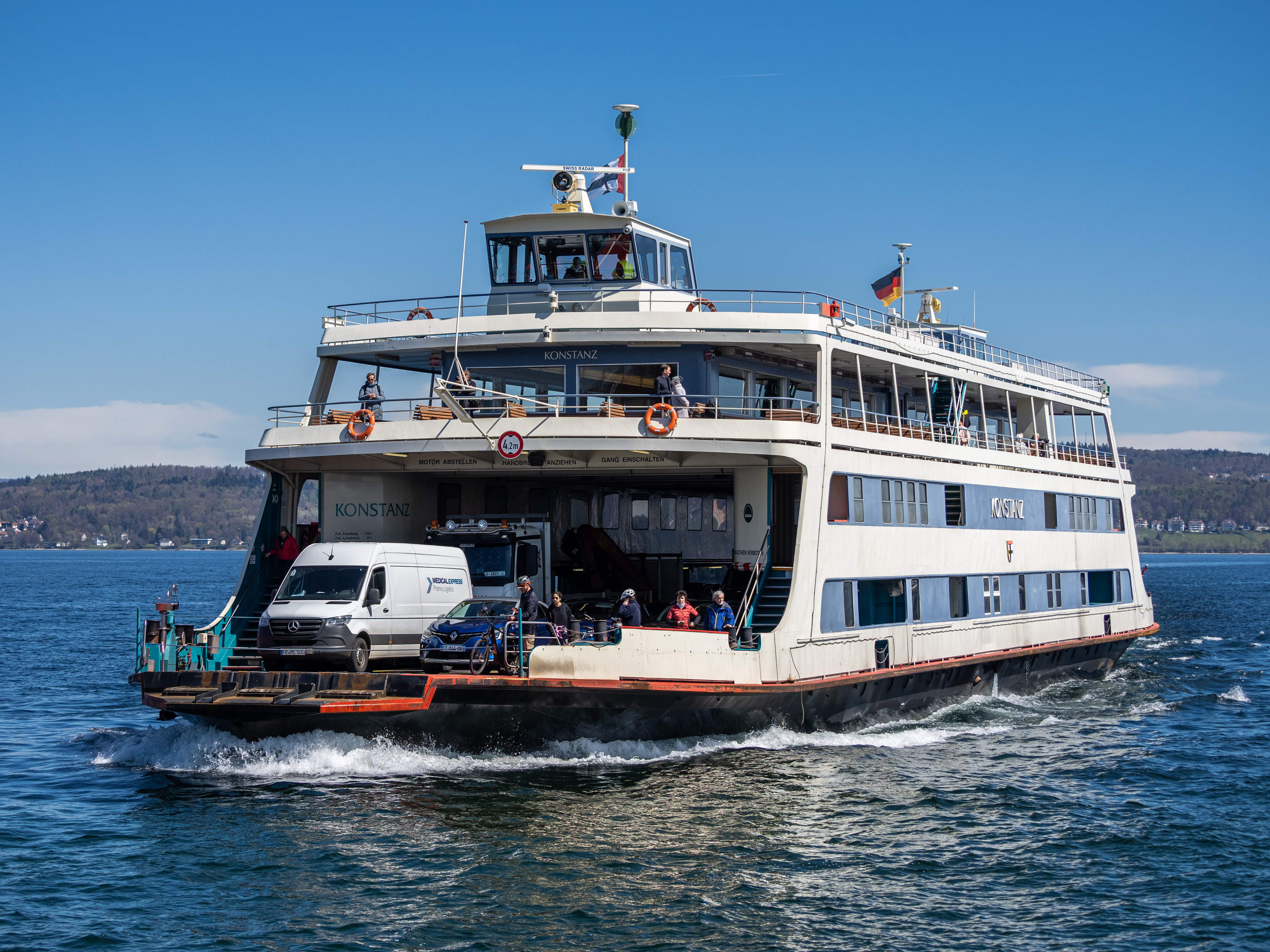
Konstanz
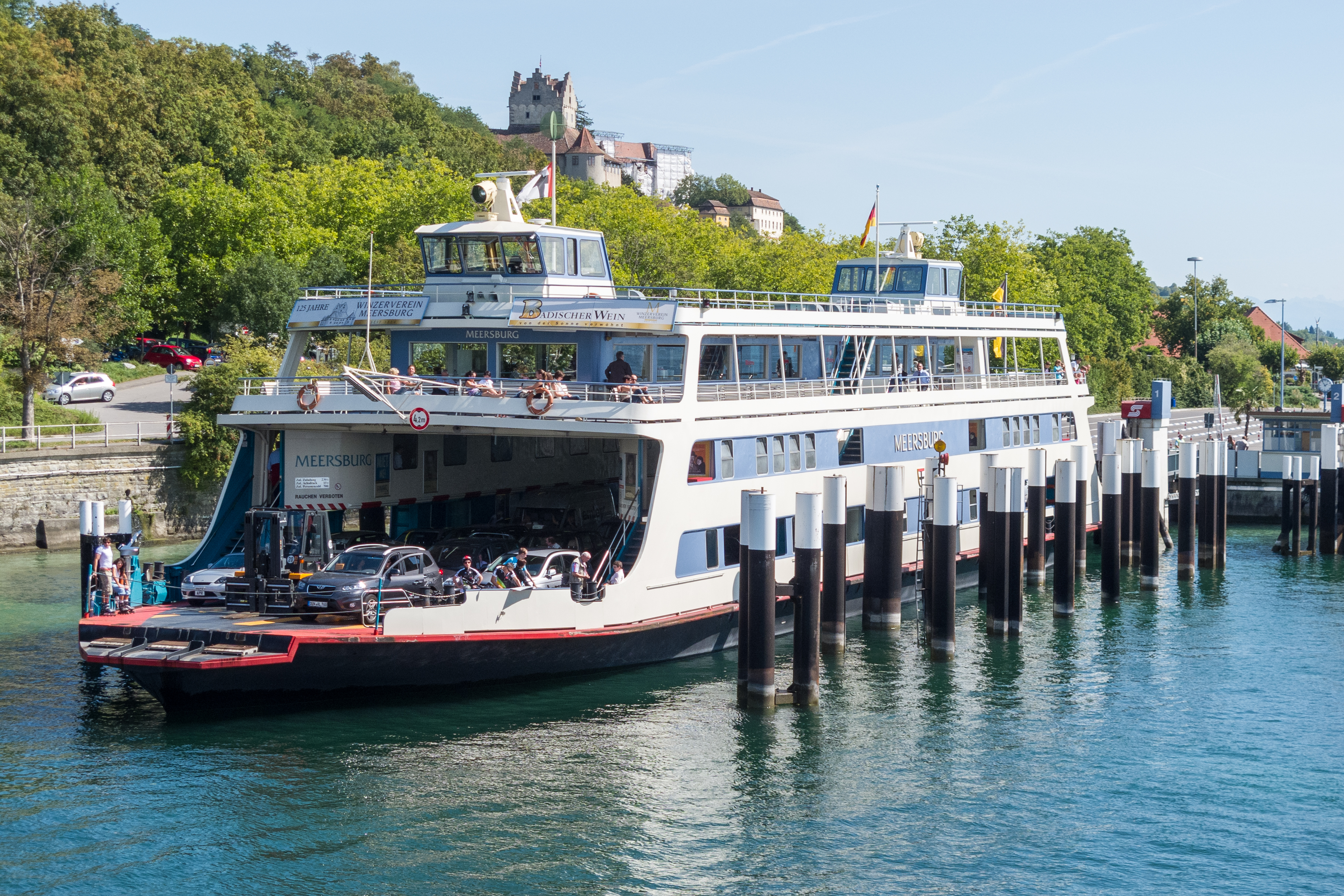
Meersburg
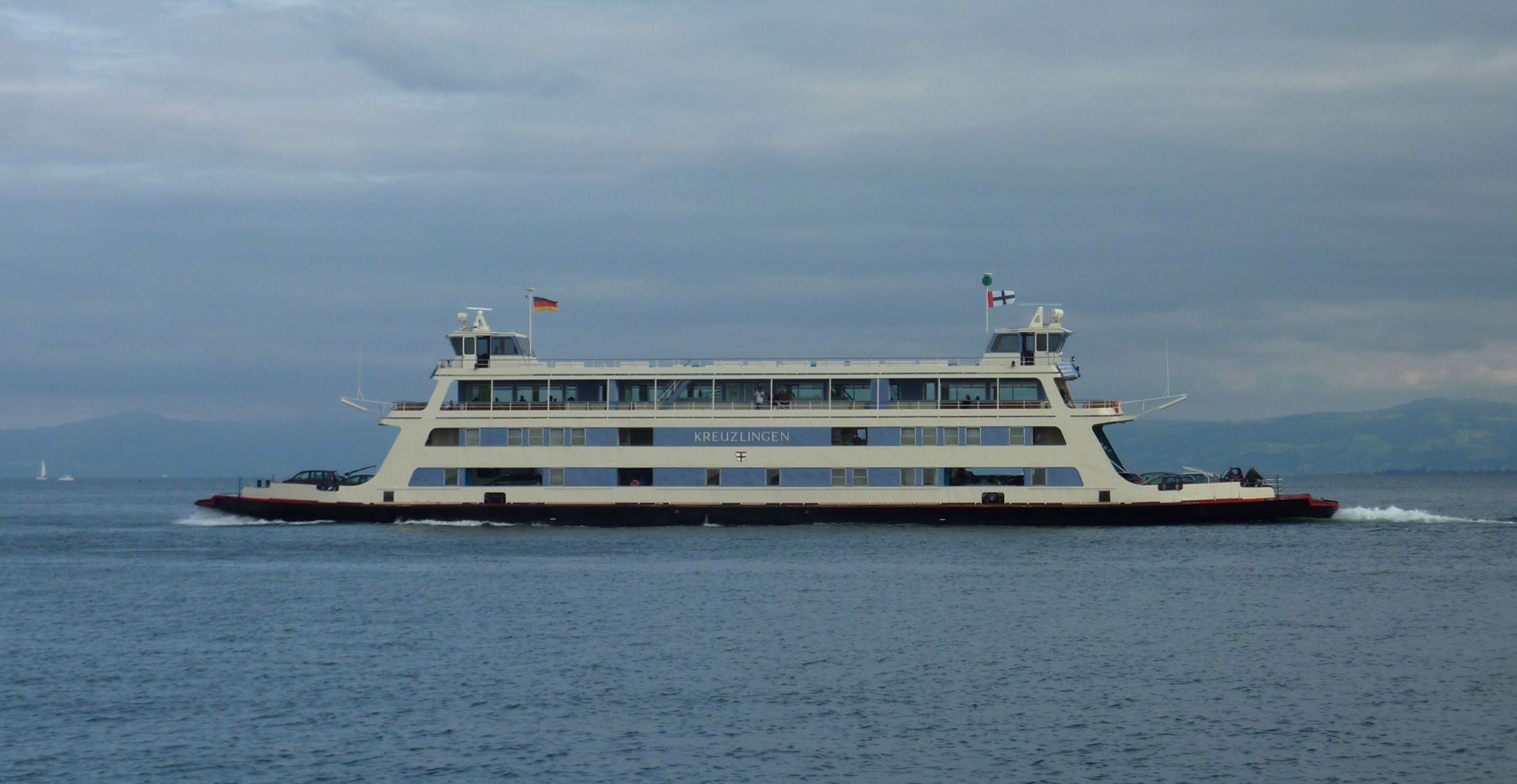
Kreuzlingen
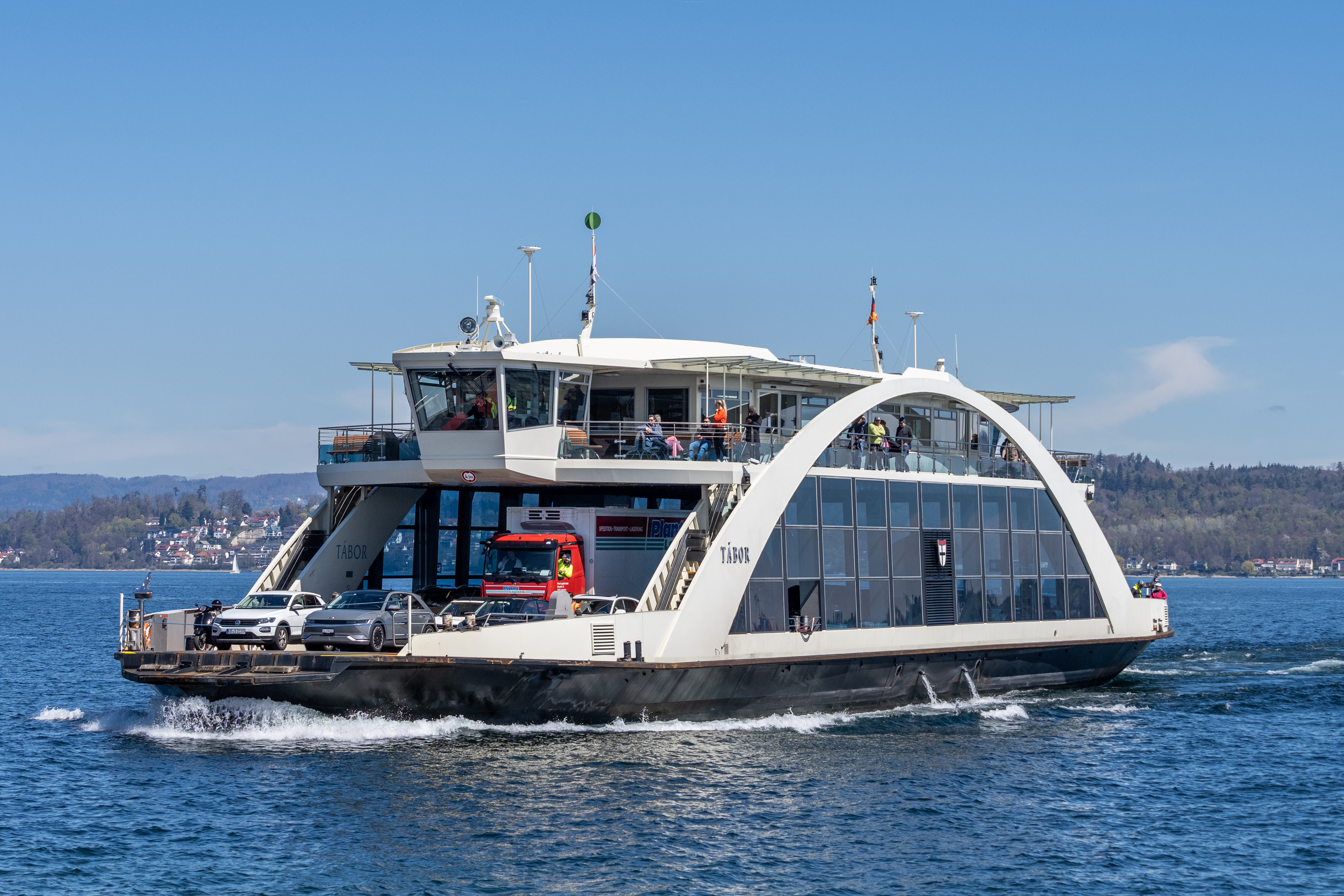
Tábor
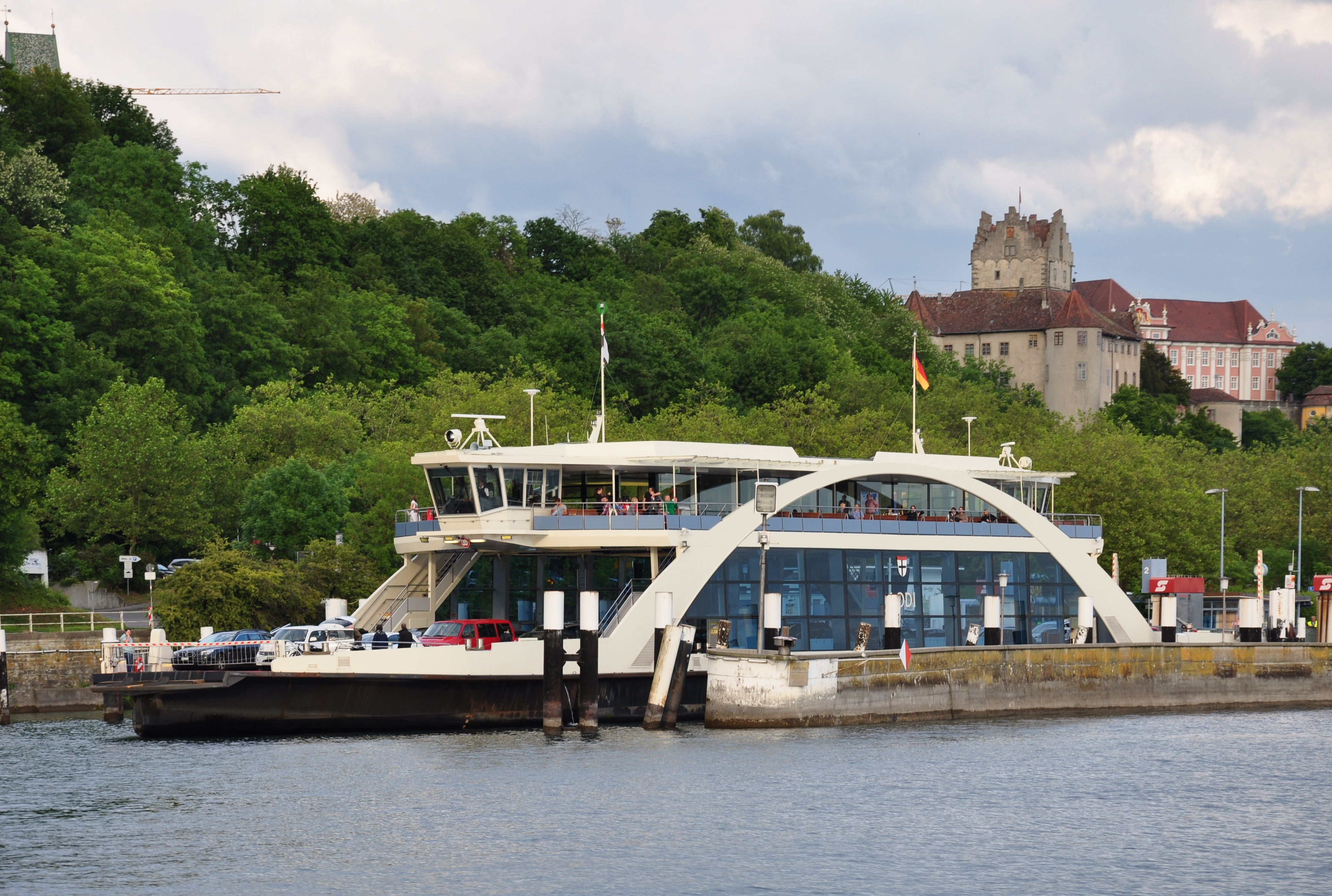
Lodi
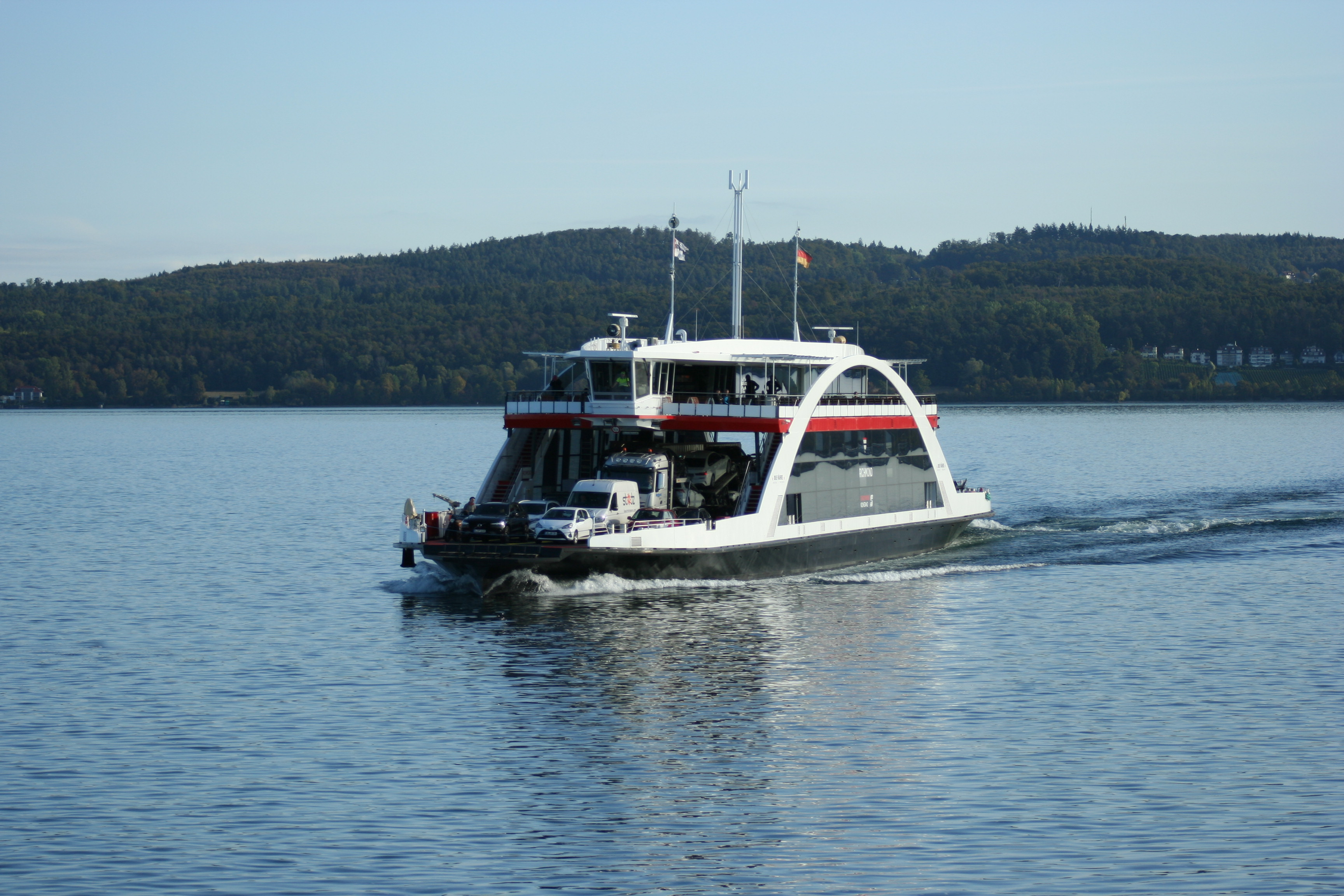
Richmond, erste LNG-Fähre der Stadtwerke Konstanz

### Fährbetrieb
Während der Überfahrt steht den Passagieren das Oberdeck mit einem Aufenthaltsraum und einem Bistro zur Verfügung. Auf der Lodi wird stattdessen ein 24-Stunden-Service mit Snacks und Getränken aus Automaten angeboten. Es ergibt sich ein ungehinderter Blick auf die Insel Mainau, das Meersburger Stadtpanorama und bei klarem Wetter auf die Alpen.

#### Taktung

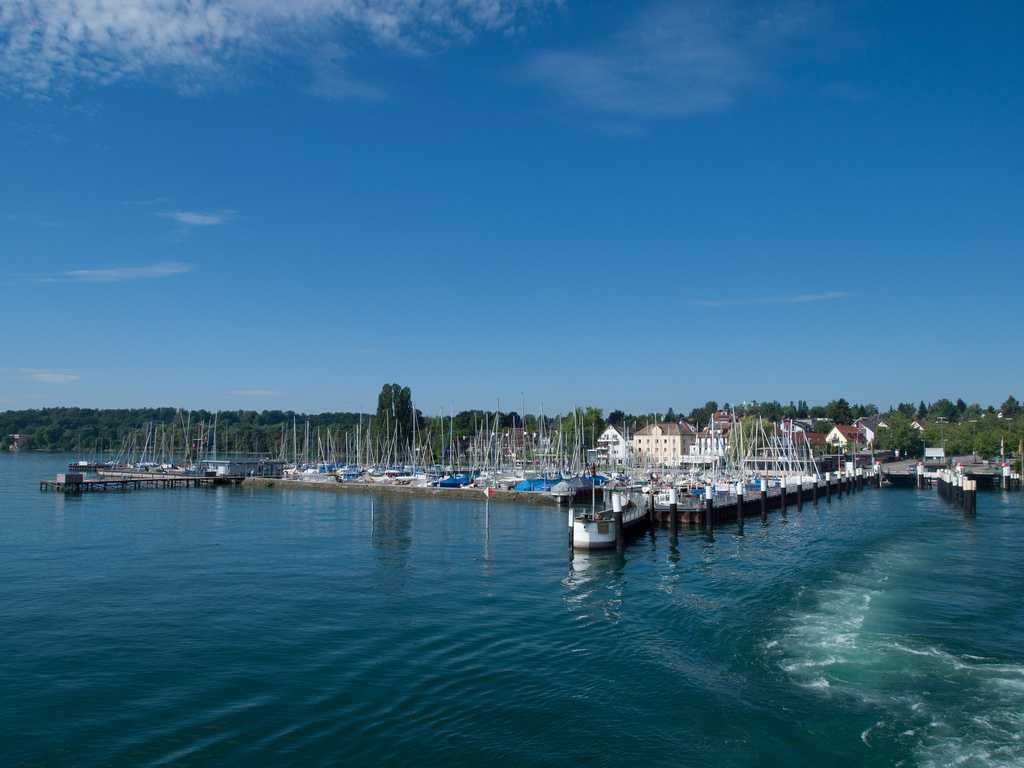
Anlegestelle in Konstanz-Staad von der Fähre aus gesehen

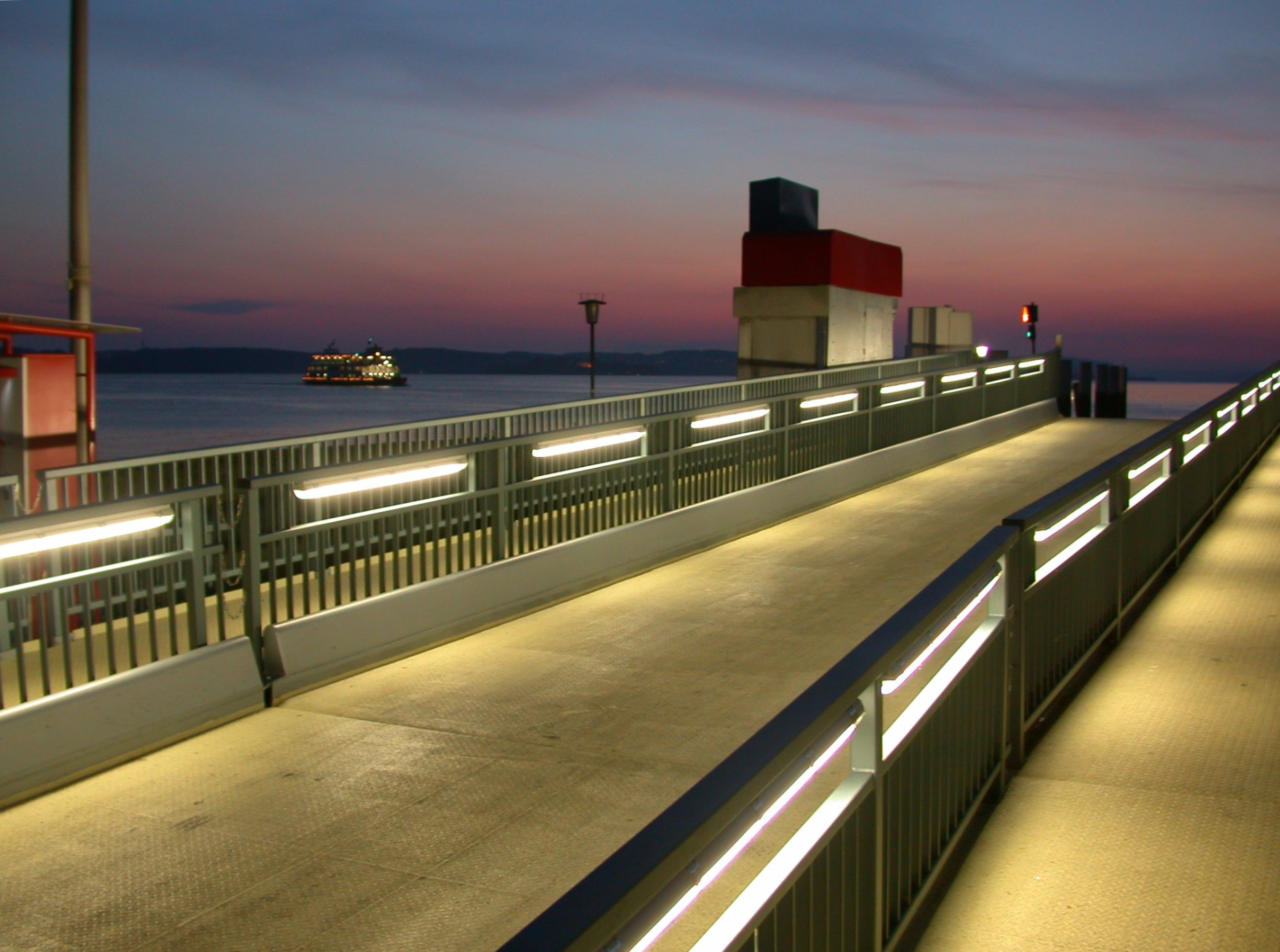
Anlegestelle in Meersburg bei Nacht

Die Fähren verkehren zwischen Konstanz und Meersburg montags bis freitags ab etwa 6 Uhr im Viertelstundentakt, ab etwa 21 Uhr im Halbstundentakt und etwa ab 23 bis 5 Uhr im Stundentakt. Am Samstag/Sonntag und an Feiertagen sind die Fahrten zwischen etwa 6 und 7 Uhr weniger häufig. Im Sommer und bei erhöhtem Verkehrsaufkommen verkehren zusätzliche Fährschiffe unter Aufhebung des regulären Fahrplans im „Schnellkurs“, die Fähren verkehren dann etwa alle 10 Minuten. Es finden bis zu 186 Fahrten am Tag zwischen beiden Städten statt.
Die Überfahrt dauert rund 15 Minuten, was einer Reisegeschwindigkeit von 17 km/h entspricht.

#### Einschränkungen des Fährverkehrs
Die Fähren können bis Windstärke 12 verkehren. Bei Hochwasser wird der Fährverkehr behindert. Während der Seegfrörne des Bodensees 1962/1963 wurde der Fährverkehr eingestellt und erst am 15. März 1963 wieder aufgenommen.
Alarmsignale sind: Mann über Bord, Feuer, Evakuierung sowie allgemeiner Alarm.

### Mannschaft
Der Fähre-Schiffsführer benötigt als Qualifikation das Bodenseeschifferpatent der Kategorie B. Während der Liegezeit weist er auch die Autos auf die Fähre ein. Zur weiteren Fähre-Besatzung gehört der Maschinist. Während der Liegezeit unterstützt er auch die Kassierer. Das Fahrgeld wird nach der Einfahrt der Fahrzeuge auf die Fähre durch ein bis zwei Kassierer direkt am Auto kassiert. Fußgänger bezahlen auf dem Oberdeck beim kontrollierenden Kassierer. Das Bordbistro im Oberdeck wird durch eine Person geführt.

### Statistik
Nach Angaben der Stadtwerke Konstanz transportierte die Autofähre im Jahr 2017, Stand Juli 2018:
- 4,262 Millionen Personen
- 1,450 Millionen Personenkraftwagen
- 96.300 Nutzfahrzeuge
- 70.400 Motorräder
- 359.500 Fahrräder

Der Fährbetrieb schafft rund 150 Arbeitsplätze in den Bereichen Technik, Verwaltung und Fahrdienst. Dazu kommen noch die Bistrobeschäftigten, die nicht zu den Mitarbeitern des Fährbetriebs gehören, sondern durch ein Privatunternehmen, das die Bewirtung auf den Autofähren übernimmt, eingesetzt werden.
Seit Bestehen im Jahr 1928 bis Ende 2008 wurden rund 72 Millionen PKWs, fast acht Millionen LKWs und Busse sowie 246 Millionen Fahrgäste befördert. Dies entspricht einer Einsparung von rund vier Milliarden Autokilometer.

## Geschichte
Als wegen des Ersten Weltkriegs im Sommer 1914 die Grenze zur Schweiz geschlossen wurde, war die Stadt Konstanz von ihrem ursprünglichen Hinterland, dem nördlichen Thurgau, abgeschnitten. Diese Situation änderte sich auch nach Kriegsende nicht grundsätzlich. Nach Norden gab es nur die schlecht ausgebaute Straße nach Radolfzell und die seit 1863 bestehende Hochrheinbahn Richtung Singen. Die Verlagerung des Bahnverkehrs auf die Straße war damals schon abzusehen. Der Bodanrück, der sich im Norden an die Stadt anschließt, war strukturschwach und kleinräumig, weshalb ein wirtschaftlicher Austausch über den Bodensee sinnvoll schien.

### Planung

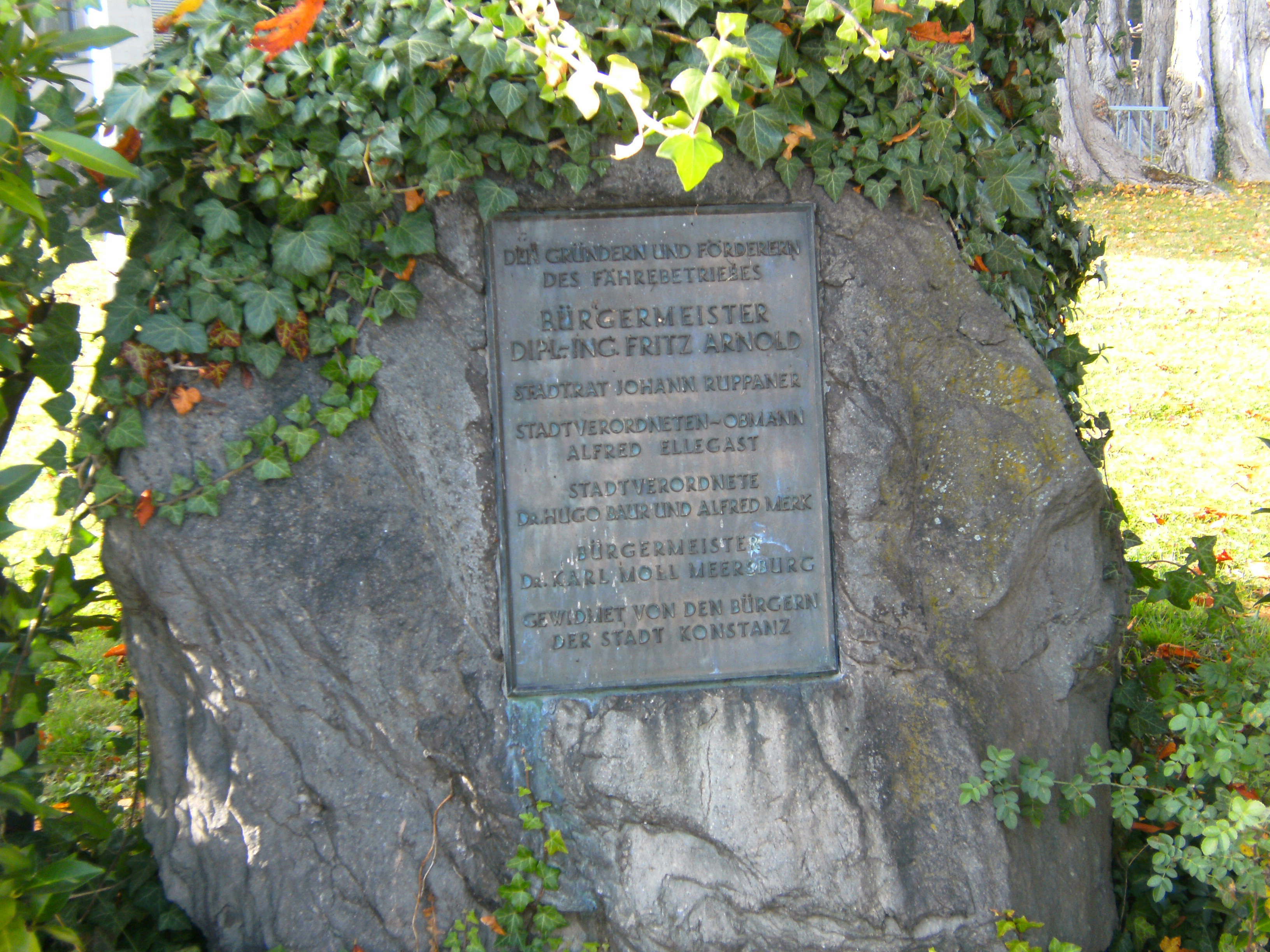
Gedenkstein für Fritz Arnold (Politiker), am Fährhafen in Konstanz-Staad

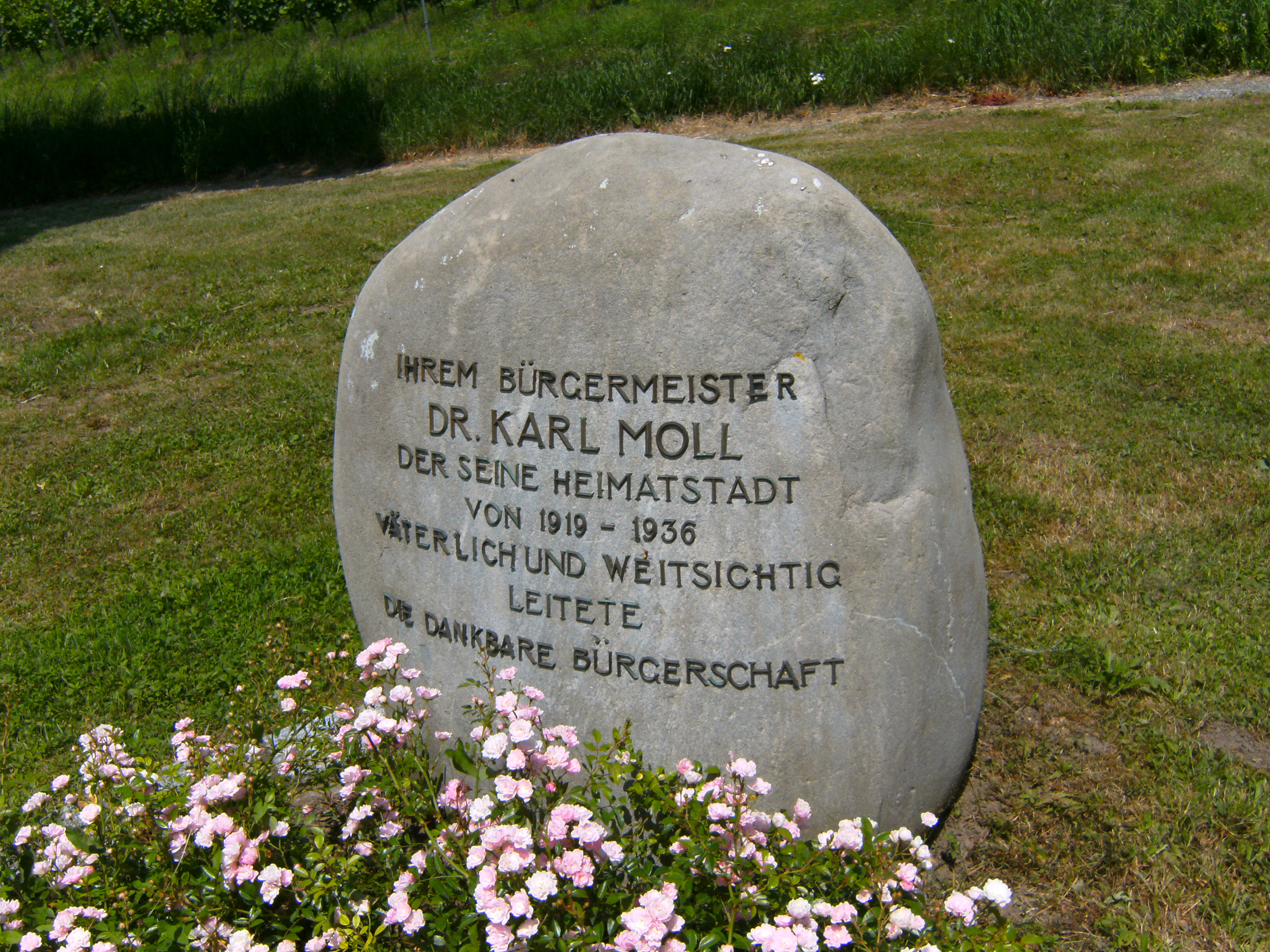
Gedenkstein für Karl Moll, ehemaliger Bürgermeister in Meersburg, an der Bundesstraße 33

Am 11. Dezember 1924 genehmigte der Stadtrat die Ausarbeitung des Planes einer Fähre über den Bodensee. Die Direktion der Stadtwerke sollte die Frage der Beschaffung eines Bootes prüfen und das Tiefbauamt einen Kostenvoranschlag aufstellen für die Zu- und Abfahrtsstelle, wobei an die Rutsche beim Zeppelindenkmal oder an Staad gedacht worden war.
Im Frühjahr 1925 wurde der Vorschlag erweitert, und es wurden Interessenten angehört, um die Planung zu verfeinern. Oberbürgermeister Otto von Moericke lud daraufhin zum 23. Januar 1925 über 20 Vertreter Konstanzer Unternehmen zu einer Besprechung ein, in der sich Bürgermeister Fritz Arnold für die Schaffung der Fährverbindung einsetzte, auch wenn diese aus damaliger Sicht nicht rentabel arbeiten könnte (später stellte sie sich als äußerst rentabel heraus). Überlegt wurde ein Boot von knapp 30 Metern Länge und einer Breite um die 8 Meter. In der späteren Planung und auch in der Durchführungsphase stellte sich heraus, dass die Kosten explodierten. Ursprünglich sollte der Etat 250.000 RM betragen. Am 9. Dezember 1927 bewilligte der Stadtrat, ihm blieb wegen des Fortschritts des Schiffs- und Ländenbaus nichts anderes mehr übrig, einen Etat von 608.000 RM, wobei hier einmalige Zuschüsse vom Land bereits berücksichtigt waren.
Ursprünglich kamen verschiedene Routen in Frage:
1. nordwestlich Mainau–Unteruhldingen = 4,5 km
2. südöstlich Mainau–Unteruhldingen = 4,1 km
3. Staad–Meersburg = 4,5 km
4. Eichhorn–Meersburg = 6,1 km
5. Klein-Venedig–Meersburg = 8,7 km

Der Meersburger Bürgermeister Karl Moll setzte sich für Meersburg als Fährhafen am nördlichen Seeufer ein. Dadurch schied Unteruhldingen als Anlegestelle aus. Der Konstanzer Bürgermeister entschied sich für die Route 3.
Das Projekt Fähre stieß auf großen Widerstand. Die Bürgermeister der anrainenden Gemeinden und Städte wie Singen und Radolfzell auf Konstanzer sowie Salem und Uhldingen auf Meersburger Seite sprachen dem Projekt jegliche Wirtschaftlichkeit und Notwendigkeit ab. In der nun über das ganze Projekt entscheidenden Sitzung am 13. Dezember 1927, in der sich besonders Oberbürgermeister Moericke, Bürgermeister Arnold und Stadtverordneten-Obmann Ellegast einsetzten, stimmten 63 Stadtverordnete für und 20 gegen die Gewährung der erforderlichen erhöhten Mittel.
Im Jahr 1927 wurde mit der Bodan-Werft aus Kressbronn der Vertrag abgeschlossen, ein „Kraftwagen-Fährschiff“ zu bauen. Schwierigkeiten beim Bau der Fähre ergaben sich, weil der Reichsbankpräsident Hjalmar Schacht die Aufnahme einer Fünf-Millionen-Anleihe in der Schweiz verbot, der um drei Meter schwankende Wasserstand des Bodensees bei der Funktion der Fähr-Brücken zu berücksichtigen war und der Bau der Fähre Neuland war.

### Erste Fährschiffe und Fährbetrieb

#### Erste Fähre von 1928

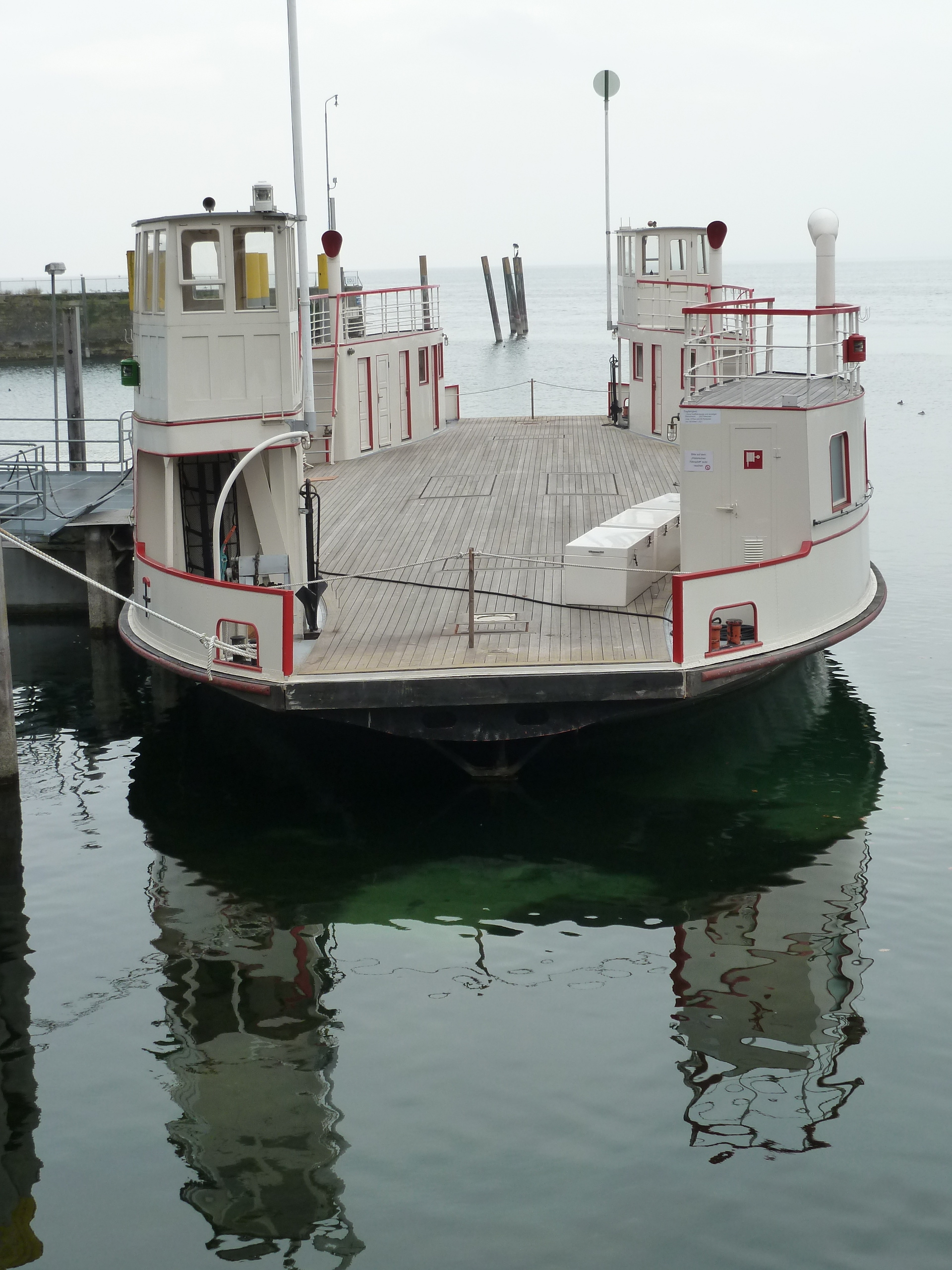
Restauriertes Fährschiff Konstanz (1928) im Jahr 2011 im Meersburger Hafen. Es war die erste Autofähre auf dem Bodensee und verkehrte zwischen Konstanz-Staad und Meersburg. Diese Fähre hatte noch kein Oberdeck.

Der Bau des ersten Fährschiffes schritt voran, und am 7. Februar 1928 wurde in Anwesenheit der Vertreter der Stadt der Schiffsrumpf im Rohbau zu Wasser gelassen. Die Fähre Konstanz hatte ein offenes Fahrdeck mit vier Aufbauten an den Ecken, die die Führerstände und Aufenthaltsräume enthielten. Daher erhielt sie schon bald den Spitznamen Hohler Zahn. Technisch war es das erste europäische Fährschiff für Kraftfahrzeuge auf einem Binnensee, das ohne zu wenden hin- und herfuhr, also kein eigentliches vorne und hinten hatte. Die Fähre fasste maximal 15 Autos.
Der Fährbetrieb wurde am 30. September 1928 aufgenommen. Im Jahr 1929 wurden bereits 48.000 Pkw und Nutzfahrzeuge sowie 360.000 Personen befördert. Am 21. Oktober 1963 wurde das Fährschiff aus dem Fährbetrieb ausgemustert und danach anderweitig verwendet und später stillgelegt. Ab 1996 wurde die Fähre renoviert, Mitte 2008 wurde sie wieder zu Wasser gelassen. Seit 2011 liegt sie am ebenfalls renovierten alten Anleger in Konstanz-Staad, ca. 350 Meter nördlich des früheren Hafens.
Seit dem Frühjahr 2012 bieten die Stadtwerke Konstanz und der Verein, der sie restauriert hat, Sonderfahrten (für Personen) mit dem Schiff an. Früher wurden nicht nur Fahrzeuge mit der Fähre transportiert, Bauern transportierten damit ihr Vieh. Es gab dafür eigens einen Tarif: „Fahrzeuge über 4,10 Meter und Vieh“.

#### Fähren mit Aufenthaltsdeck

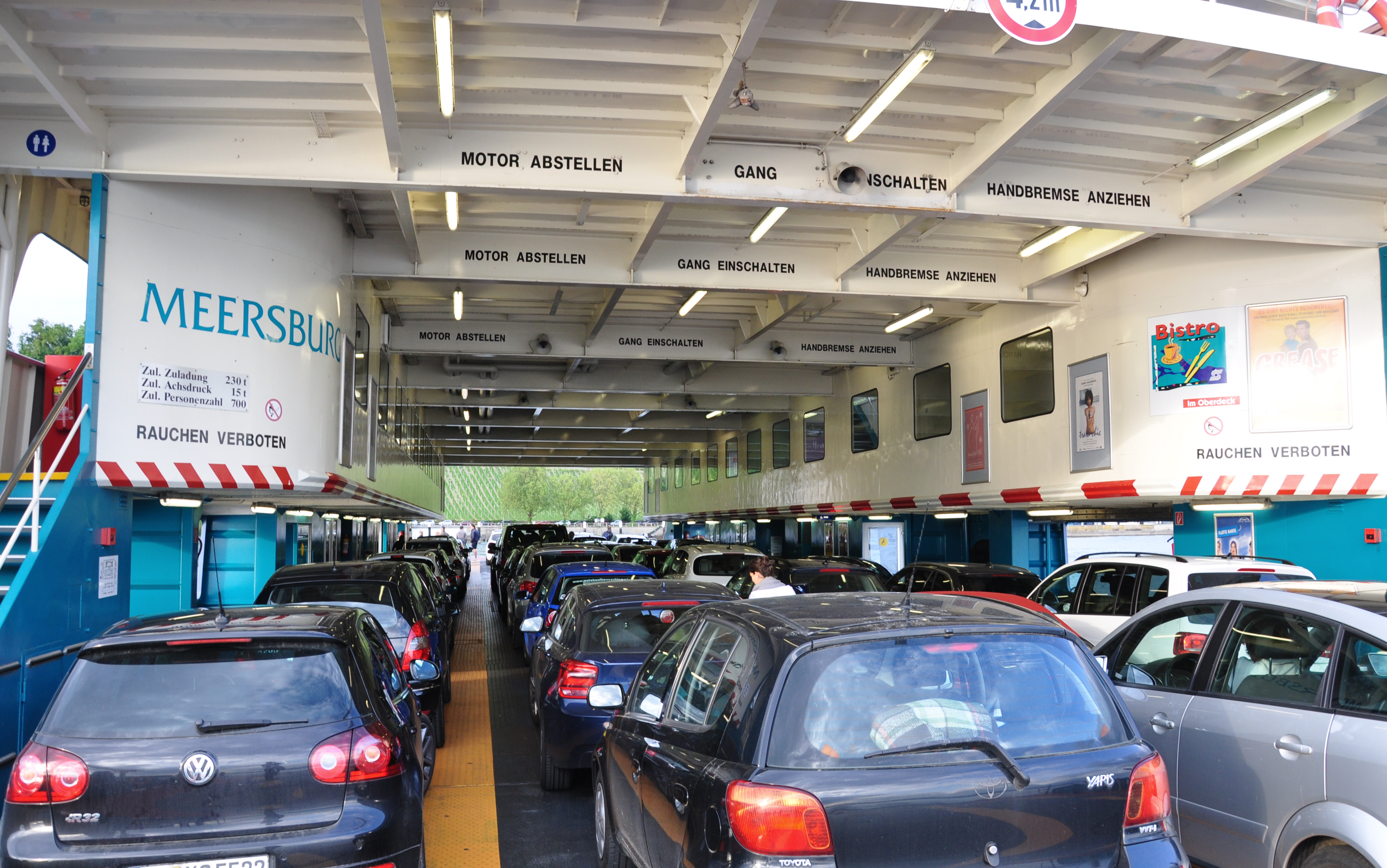
Volles Fahrzeugdeck der Fähre Meersburg

1930 wurde ein zweites Schiff fertig- und in Dienst gestellt. Es war ein wenig größer und erhielt ebenfalls den Namen Konstanz, weshalb die erste Fähre den (Folge-)Namen Meersburg erhielt. Das neue Schiff hatte als erstes das Aufenthaltsdeck oberhalb des Fahrdecks und führte damit das bis heute gültige Bauschema ein. Der Fährbetrieb entwickelte sich zu einem profitablen Geschäft, und es mussten weitere Schiffe gebaut werden.
1939 kam das dritte Schiff Konstanz (ab 1947 Bodan; ab 1963 Meersburg) dazu, verstärkte die Flotte und ermöglichte mehr Überfahrten.

### Zweiter Weltkrieg und Nachkriegszeit
Während des Zweiten Weltkriegs und in der Besatzungszeit durch die französische Besatzungsmacht war der Fährbetrieb für den zivilen Verkehr stark eingeschränkt. Zunächst wurden die Fähren Konstanz und Bodan durch die Kriegsmarine beschlagnahmt. Der Fährbetrieb wurde bis 1944 durch die Fähre Meersburg gewährleistet. Von 1944 bis zum Kriegsende wurde für den zivilen Fährbetrieb die Konstanz statt der Meersburg eingesetzt.
Nach dem Einzug der Ersten Französischen Armee in Konstanz am 26. April 1945 wurde der Fährbetrieb zunächst eingestellt (siehe französische Besatzungszone), aber ab Juli 1945 wieder aufgenommen. Die hungernde Konstanzer Bevölkerung nutzte die Fährverbindung für Hamsterfahrten in den Linzgau. Ab 1949 verkehrten wieder alle drei Fähren. Nach dem Krieg stiegen die Beförderungszahlen sehr rasch an und übertrafen schnell die besten Friedensjahre vor 1939.

### Neubauten wegen der Zunahme des Kraftfahrzeugverkehrs
Am 1. April 1952 nahm dann das vierte Fährschiff seinen Dienst auf, es wurde auf den Namen Linzgau getauft. Bis einschließlich dieses Schiffes hatten die Fährschiffe einen Antrieb mit zwei Propellern pro Fahrtrichtung und eine Steuerung des Antriebs über Maschinentelegraphen. Das bedingte den ständigen Aufenthalt eines Maschinisten im Maschinenraum unter Deck, der die durch das Gerät übermittelten Anweisungen auszuführen hatte. Seit dem folgenden Fährschiff, der Thurgau (nach dem Thurgau, 1954), sind alle Fährschiffe mit Voith-Schneider-Antrieb ausgerüstet, wodurch sich die Manövrierfähigkeit besonders beim Anlegen erheblich verbesserte. Damit konnte auch auf den ständigen Aufenthalt des Maschinisten unter Deck verzichtet werden, weil dieser Antrieb direkt vom Führerstand aus bedient werden konnte und weil die Drehzahl des Motors für die Fahrt keine Rolle mehr spielte.
In den folgenden Jahren folgten die Hegau (Hegau; 1957), die Fritz Arnold (1963 – als Gedenken an den Konstanzer Bürgermeister Fritz Arnold, der am Fährprojekt und am Aufbau der Konstanzer Busflotte, dem „roten Arnold“, beteiligt war) und die Fontainebleau (1970 – nach der Konstanzer Partnerstadt Fontainebleau). Mit dem wachsenden Verkehr wurde die Fährlinie ab dem Jahr 1967 auch nachts betrieben.
Die Fritz Arnold war das letzte Schiff mit Steuerrädern. Sie hatte drei Steuerräder, zwei zum Lenken für jeden Voith-Schneider-Propeller und ein Rad für voraus und zurück. Die Fritz Arnold, Fontainebleau, Konstanz und die Meersburg wurden bzw. werden über eine Welle (direkter Antrieb) angetrieben, das heißt, sie besitzen für jeden Propeller einen Motor, an dem eine Welle zu jedem Schiffsende verläuft.

### Technischer Fortschritt im Fährebau

#### Seit 1970: Immer größere Fährschiffe
In den 1970er- bis in die frühen 1990er-Jahre wurde in eine neue Generation Fährschiffe investiert. Sie waren größer als die Vorgänger und sind mit einer Länge von 68 Metern und einer ausreichenden Breite für vier Autospuren fähig, bis zu 54 Autos zu transportieren. Sie wurden auf die Namen Konstanz (1975), Meersburg (1980) und Kreuzlingen (1993) getauft. Die Kreuzlingen wird diesel-elektrisch angetrieben, das heißt, sie hat vier Stromgeneratoren, die nur Strom produzieren. Durch Kabelbahnen wird an jedem Schiffsende jeweils ein E-Motor angetrieben (indirekter Antrieb). Sie werden durch Joysticks gesteuert.

#### 2000er Jahre: Noch größere Fährschiffe in neuer Form
Im Jahr 2004 wurde die Tábor (nach der Konstanzer Partnerstadt Tábor) in den Dienst gestellt. Sie ist nicht nur größer (72 m LüA, Platz für 60 PKW), sie unterscheidet sich im Design auch deutlich von den Vorgängerschiffen. Hier tragen markante, bogenförmige Träger das gesamte Oberdeck, das erstmals über einen Fahrstuhl erreicht werden kann. Wegen der Länge des Schiffs und der beschränkten Deckenhöhe in der Werft (bis auf die Linzgau wurden alle Fährschiffe von der Bodan-Werft in Kressbronn zumindest fertiggestellt) konnten die Führerstände nicht mehr auf dem Dach des Oberdecks untergebracht werden. Sie befinden sich bei diesem Schiff erstmals vor dem Oberdeck. Diese Anordnung gewährt den Schiffsführern eine ideale Sicht, aber sie schränkt die Zahl der begehrten Aussichtsplätze für die Passagiere etwas ein, die hier dafür den Schiffsführern bei der Arbeit zusehen können. Auch die Tábor wird dieselelektrisch angetrieben.
Am 14. Oktober 2009 wurde die Lodi (nach der Konstanzer Partnerstadt Lodi) als neues Fährschiff vom Stapel gelassen. Sie wurde im Juli 2010 in Betrieb genommen, ist 82 Meter lang, nimmt 62 Pkw auf und setzt im Winter Fußbodenheizung ein, um Glättebildung zu vermeiden. Die Lodi hat das gleiche Design wie ihr Vorgängerschiff, sie ist aber noch länger, und es flossen Verbesserungen in den Bau ein. So wird hier der Stauraum der Fahrzeuge nicht mehr durch den Aufzug eingeschränkt.

#### 2023: Die LNG-Fähre Richmond
Auf der Werft Pella Sietas in Hamburg-Neuenfelde wurde 2018/2019 für die Stadtwerke Konstanz ein 14. Fährschiff gebaut mit LNG als Brennstoff für Schiffe. Die Segmente wurden von der Werft in Hamburg zur Endmontage nach Fußach in die Werft der Vorarlberg Lines gebracht. Im Juli 2020 wurde der Rohbau der neuen Fähre von der Fähre Tábor zum Fähregelände Konstanz-Staad zum Innenausbau mit Motoren und Technik geschleppt. Kennzeichen wird der 8 Meter hohe Kamin sein, damit Gas im Bedarfsfall sicher abgelassen werden kann. Der Ausbau der Fähre verzögerte sich, erst im Frühjahr 2022 wurde der Fertigbau beschlossen. Im Juni 2023 wurde die neue Fähre auf den Namen Richmond (nach der Konstanzer Partnerstadt Richmond) getauft.
Die für das dritte Quartal 2023 vorgesehene Betriebsaufnahme musste wegen einer fehlenden Fahrterlaubnis der Schiffsuntersuchungskommission erneut verschoben werden. Am 4. Oktober 2023 erfolgte die problemlos verlaufende Jungfernfahrt, seither ist die Richmond im Dienst.
Die neue Fähre hat eine Kapazität von 62 PKW und 700 Passagieren. Sie ersetzt die Fähre Fontainebleau.

#### Geplante Umstellung auf Elektrobetrieb
Anfang 2025 wurde bekannt, dass die Stadtwerke Konstanz planen, die Tábor als erstes Fährschiff der Linie auf elektrischen Betrieb umzustellen. Das Schiff eigne sich gut dafür, weil deren Voith-Schneider-Propeller bereits über Elektromotoren angetrieben werden und so im Wesentlichen nur die Dieselmotoren durch Akkumulatoren ersetzt werden müssten. Der Oberbürgermeister der Stadt Konstanz, Uli Burchardt, der auch Vorsitzender des Aufsichtsrats der Stadtwerke Konstanz ist, rechnete vor, dass die Umstellung zweier Fähren der Linie ungefähr so viel CO2 einsparen würde wie die optimale Dämmung der rund 300.000 m² Bruttogeschossfläche aller städtischen Gebäude in Konstanz. Das größere (und teurere) Problem sei aber, die Lade-Infrastruktur am Fährehafen Konstanz-Staad aufzubauen. Die Tábor habe 2024 870 t Dieselkraftstoff verbraucht, was einem CO2-Äquivalent von 2800 t entspreche. Förderanträge für die Umstellung seien bereits gestellt. Der geplante Umbau könnte innerhalb eines Jahres erfolgen, man rechne mit Kosten von 4 Millionen Euro und zwischen 6 und 8 Millionen für die Ladeinfrastruktur in Konstanz.

### Bau und Erweiterung der Fährhäfen

#### Fährhafen in Konstanz-Staad
→ Koordinaten: 47° 40′ 55,9″ N, 9° 12′ 40,7″ O

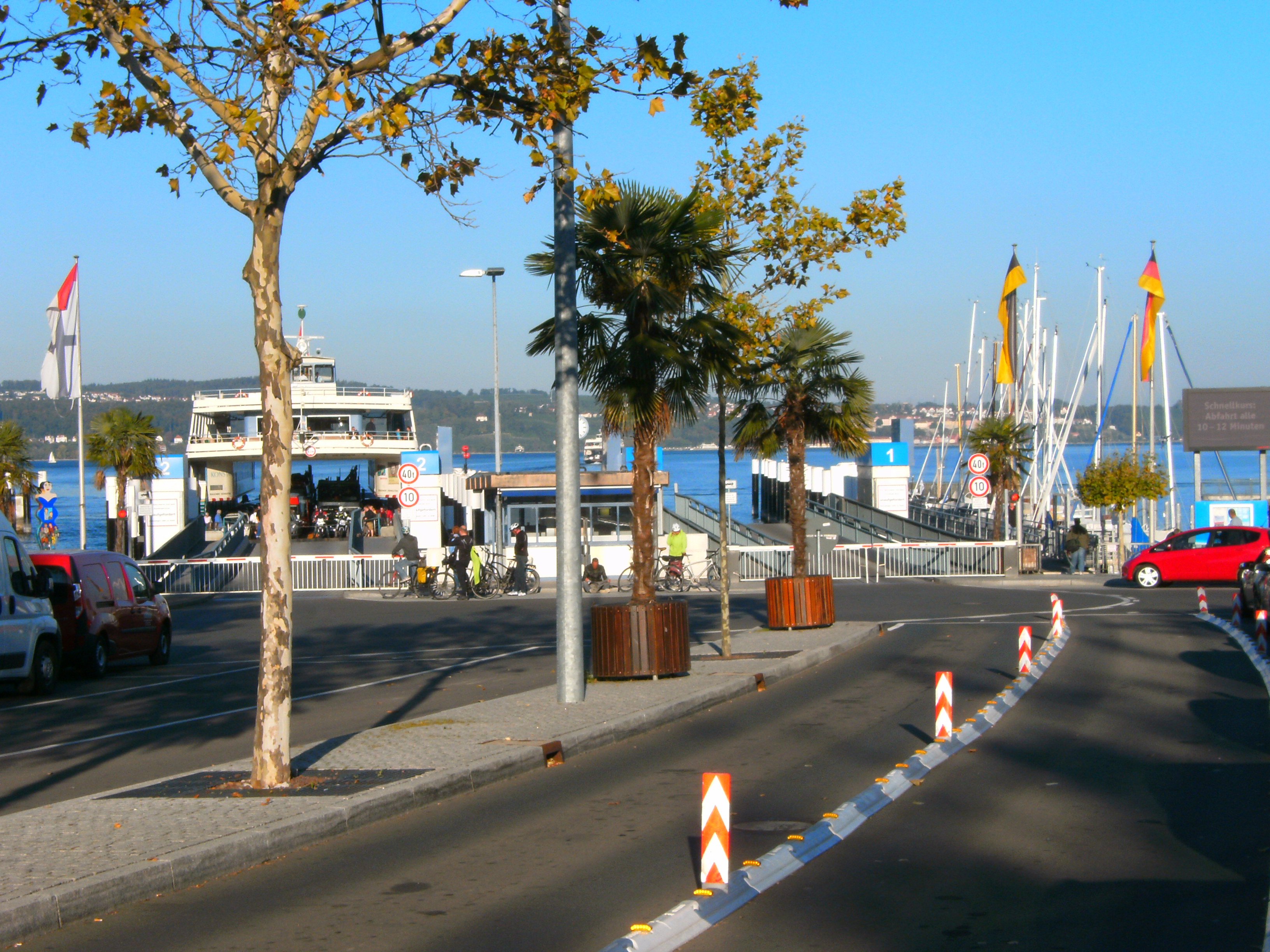
Autofähre Konstanz-Meersburg: Fährhafen Konstanz-Staad, Wartebereich

Der erste Konstanzer Fährhafen befand sich an der Stelle des heutigen Yachthafens. Er konnte nur über zwei enge Straßen (die Fischer- und die Schiffstraße) angefahren werden, und es gab nur einen sehr beschränkten Wartebereich für Fahrzeuge. Der Landesteg, für den es – wie für das erste Fährschiff auch – kein Vorbild gab, wurde vom Konstanzer Stadtbaumeister Theodor Lutz konstruiert. Er bestand aus einer 22 m langen Zufahrtsbrücke, die zwischen zwei Türmen aufgehängt war und über einen Kurbelantrieb auf die ungefähr passende Höhe gebracht werden konnte. Daran anschließend befand sich eine 3 m lange Rampe, die über einen Hebel von Hand auf das Schiff abgesenkt werden musste.
Nachdem in den 1950er-Jahren der Kfz-Verkehr stark angewachsen war und inzwischen vier Fährschiffe die Linie bedienten, war die beengte Situation im Fährhafen nicht mehr tragbar. So beschloss der Konstanzer Stadtrat im Oktober 1951, 2 Millionen DM in einen neuen Fährhafen nördlich des alten zu investieren. Dazu musste Gelände erworben werden. Die damaligen Eigentümer des Hotels Schiff kamen der Stadt sehr entgegen, handelte es sich doch vor allem um den großen Biergarten dieses Hotels, der zum neuen Landeplatz wurde. Der neue Fährhafen hatte nun Platz für 100 PKW und 30 Busse auf 6500 m2 Fläche. Zwei Landebrücken mit 20 m Länge werden über Elektromotoren auf die Fähren abgesenkt, die Ansteuerung erfolgt vom landenden Schiff aus.
Die 1953 in Stahlbeton-Skelettbauweise nach Plänen des Bauhaus-Schülers Hermann Blomeier errichtete Randbebauung (Ländebauten) umfasst zum See hin ein pavillonartiges Café-Restaurant und daran landwärts anschließend Toiletten; ursprünglich auch einen Warteraum und eine „Milchstube“, wobei letztere heute als Imbiss und Kiosk betrieben wird. Diese Gebäude bilden eine Zeile, die das Hafengelände nach Süden zum alten Fischerdorf hin abgrenzt und dienen als Unter- und Wartestand für den Übergang Schiff-/Busverkehr. Sie stehen als typisches Zeugnis der architektonischen Moderne heute unter Denkmalschutz.
Im Winter 2003/2004 wurden die Landebrücken erweitert. Die Türme des Leitwerks wurden aufgesägt und halbiert, um Platz für 1,40 m breitere Landebrücken zu schaffen. Diese erhielten eigene Fußwege, wodurch es möglich ist, dass die Fußgänger unabhängig vom Kfz-Verkehr die Schiffe betreten oder verlassen können. Zuvor konnten die Fußgänger nur vor oder nach dem Strom der Kraftfahrzeuge auf das bzw. von dem Schiff gelassen werden.
Eine weitere Änderung dieser Bauphase betrifft das Festmachen der Fähren. Die neuen Landebrücken halten nun über eine spezielle Konstruktion das Schiff fest. Zuvor mussten die Schiffe beim Landen an Backbord und Steuerbord mit Stahlseilen an den Pollern festgebunden werden. Dies wird heute nur noch bei Sturm gemacht.
Im Jahr 2006 wurde der Konstanzer Fährhafen abermals erweitert, wobei ein eigener Platz für die Wartung der Fährschiffe nördlich des eigentlichen Hafens geschaffen wurde. Das zuvor bereits fertiggestellte Betriebsgebäude nimmt die Verwaltung der Fährebetriebe und Werkstätten auf. Aus dem ersten Fährhafen wurde der neue Seglerhafen Staad. Der alte Landesteg wurde vorerst eingelagert. Er wurde später aufwändig restauriert und nördlich des neuen Fährhafens wieder aufgestellt. Er dient nun als Anleger für das erste Fährschiff, für das er ursprünglich geplant wurde, das von einem Verein restaurierte Fährschiff Konstanz.
Im Jahr 2017 werden die beweglichen Brücken zwischen Fähre und Ufer überprüft. Dies gilt besonders für die Türme links und rechts der Brücke mit den Elektromotoren, Lager, Zahnrädern und Ketten.

#### Meersburger Fährhafen
→ Koordinaten: 47° 41′ 41″ N, 9° 15′ 53,2″ O

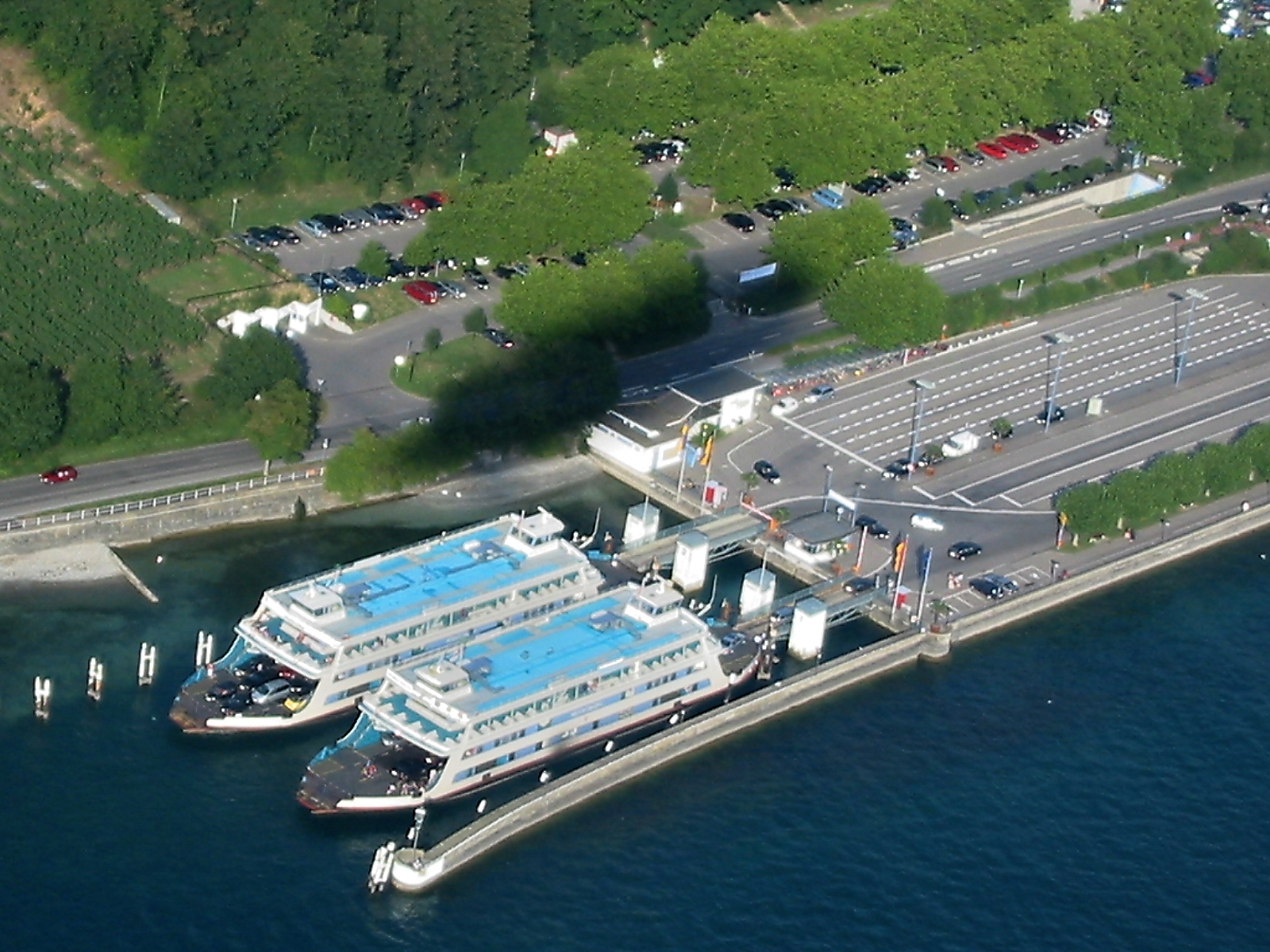
Der Fährhafen Meersburg aus westlicher Richtung aus dem Luftschiff Zeppelin NT SN 02 „Bodensee“ (Juli 2003)

Bei der Planung der Autofähre in den 1920er-Jahren entschied man sich im Fall von Meersburg dafür, nicht den vorhandenen Hafen zu benutzen, denn das hätte bedeutet, dass sich der gesamte Autoverkehr durch die enge Stadt bewegen muss. Deshalb kaufte man dem Markgrafen von Baden Gelände nordwestlich der Stadt ab. Der Fährhafen wurde – wegen der vorherrschenden Windrichtung am See – parallel zum Ufer angelegt, was noch heute höhere Anforderungen an die Schiffsführer beim Einfahren zur Folge hat.

##### Ursprünglicher Fährhafen von 1929
Der Fährebetrieb wurde im Herbst 1928 aufgenommen, obwohl der Fährhafen in Meersburg auch im Mai 1929 noch in Bau war. Der Beginn der Bauarbeiten hatte sich wegen Finanzierungsschwierigkeiten an der Jahreswende 1927/1928 verzögert, außerdem waren nicht geplante Sprengungen am Seegrund notwendig geworden.

##### Gelände-Erweiterung im Jahr 1952
Auch dieser Hafen erwies sich in den 1950er-Jahren als zu klein, weshalb man ab 1952 – im laufenden Betrieb – aus dem alten Hafenbecken die Aufstellfläche für Fahrzeuge baute und den neuen Fährhafen weiter nach Nordwesten verlegte. Zwei Landebrücken – gleich wie die in Konstanz – erleichterten von da an das Be- und Entladen der Fährschiffe.
Hier wurden – ebenfalls von Hermann Blomeier – zwei kleine Gebäude realisiert: Ein runder Pavillon, dessen Terrasse in den See hinausragt, und ein Unterstand als Warteraum, der den Höhenunterschied zur darüber liegenden Landstraße nach Unteruhldingen mit einer Treppe überbrückt und auch von Fahrgästen des Linienbusses benutzt werden kann. Die runden verglasten Pavillons im Bauhaus-Stil an den Fährehäfen von Staad und Meersburg symbolisieren nach der Idee von Blomeier die Brückenköpfe einer unsichtbaren Brücke über den See.
Die Verbreiterung der Landebrücken wurde auch hier im Winter 2003/2004 durchgeführt.

## Autofähre Konstanz–Meersburg in der Kunst
Die Malerin Kasia von Szadurska (1876–1942) hat mehrere Grafiken, Aquarelle und Ölbilder von der ersten Phase des Fährhafenbaus in Meersburg gemalt. Sie wohnte zu dieser Zeit direkt über der Baustelle, sodass sie dem Bau zusehen konnte. Kasia von Szadurska hielt sich bei diesen Werken nicht exakt an die Realität, sondern nutzte ihre künstlerische Freiheit für die Komposition der Bilder. Die Werke befinden sich im Fundus der Städtischen Galerie Meersburg und des Rosgartenmuseums Konstanz.